# Краснобор (Коми)
Краснобо́р (коми Краснобор) — село в Республике Коми, в Ижемском районе, центр одноимённого сельского поселения. 

## География

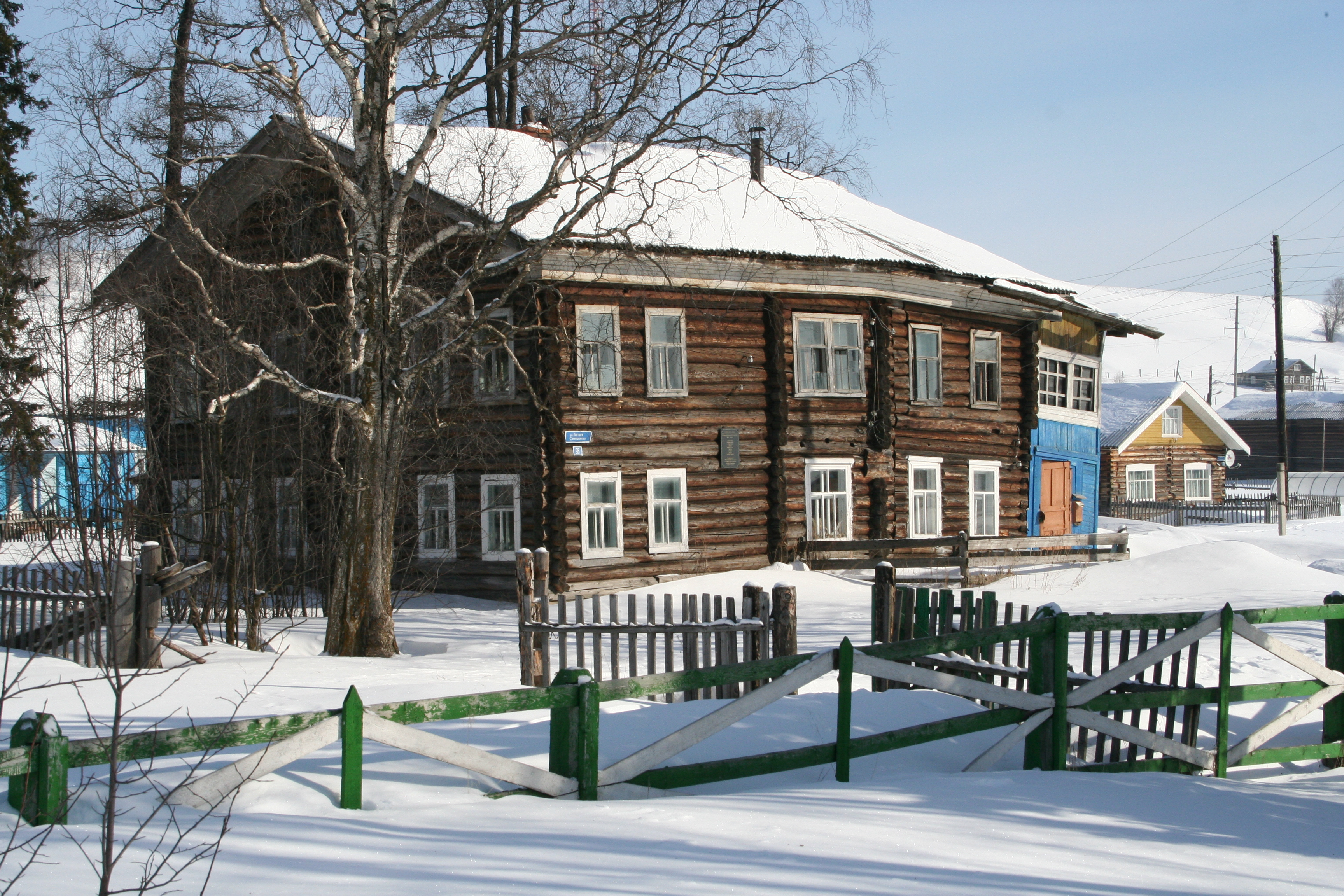
Краснобор, улица Братьев Семяшкиных

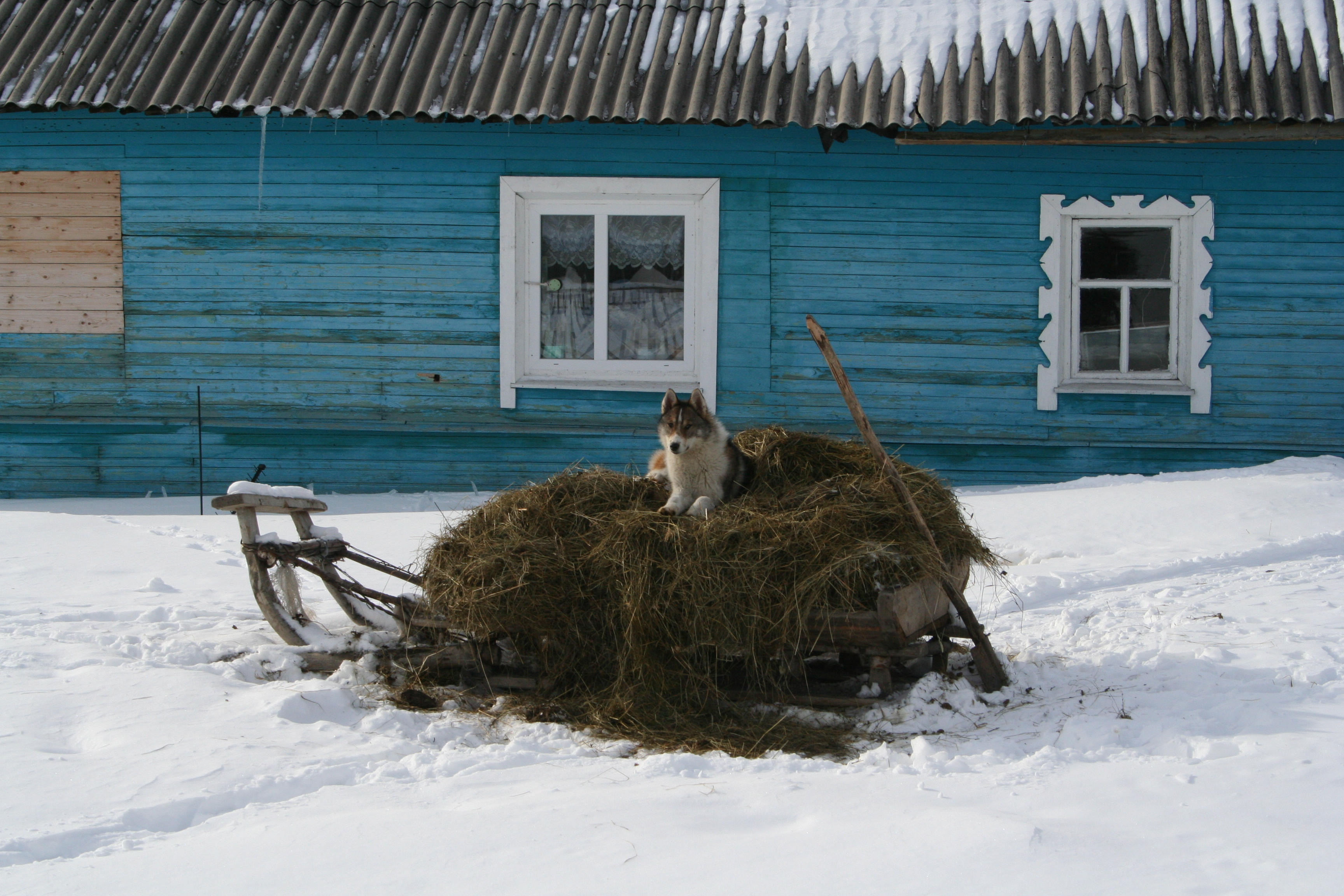
В селе Краснобор

Расположено в северной части республики приблизительно в 400 км к северо-востоку от Сыктывкара, на правом северном берегу реки Ижма, в междуречье Ижмы и Печоры. Ижма впадает в Печору в 16 км северо-западнее.
Берег реки, на котором стоит село — относительно лесистый (произрастают берёза и сосна), болотистый. К северу и северо-востоку от населённого пункта — болото Красноборское, однако уже в 3-4 км севернее — южный (левый) берег Печоры. На северо-востоке, за болотом, находится крупный посёлок Щельяюр, стоящий на берегу Печоры.
С запада к селу Краснобор непосредственно примыкает деревня Пустыня, далее за ней, также на берегу Ижмы — деревня Вертеп. Юго-восточнее села, у песчаной отмели Ижмы, ранее располагался пионерлагерь, далее к юго-востоку помещается прибрежная деревня Диюр (в устье небольшой речки Диюръёль, впадающей в Ижму), за ней — посёлок Ыргеншар (в устье речки Кедзьшор). Все 4 указанных населённых пункта входят в состав сельского поселения с центром в Красноборе. Через Ыргеншар, Диюр, Краснобор и деревню Пустыня (Вертеп остаётся несколько в стороне) проходит автодорога Ижма—Усть-Цильма. На западной окраине селения — кладбище.
Краснобор располагается не у основного русла реки, а на берегу протоки, именуемой Красноборский Шар. От главного русла её отделяет вытянувшийся с востока на запад остров Краснобор-Ди. Он не единственный на этом участке реки. Юго-восточнее, вверх по руслу, есть остров Катыдди, западнее, ниже по течению — остров Выльюди (или же Просексай).
Южный берег Ижмы в районе Краснобора не освоен, покрыт сосновым лесом и болотами, наиболее крупные болота — Ваднюр и Потанканюр. Посреди болота Ваднюр имеется озеро Красное (Мичавад). Из болота вытекает ручей Мельница-Ёль, впадающий в Ижму.

## История
Существуют данные, что люди жили в районе современного села Краснобор ещё в I тысячелетии нашей эры. В конце XIX века были найдены предметы, датируемые этим периодом, которые в 1899 году были переданы в Императорскую археологическую комиссию — железный нож, бронзовое изображение всадников и др.
Сама деревня Красный Бор возникла между 1763 и 1765 годами. Основателями и первыми жителями деревни были представители семейств Семяшкиных, Терентьевых, Филипповых, Артеевых. В Краснобор активно переселялись жители окрестных поселений — из Ижмы, Сизябска, Щельяюра (Семяшкины, Чипсановы, Артеевы, Каневы, Ларионовы, Терентьевы, Чупровы, Рочевы). В 1862 году в Красноборе открылось сельское училище.
По некоторым данным, в 1914—1915 годах в районе Краснобора было зафиксировано землетрясение. Село было волостным центром в Ижмо-Печорском уезде и осталось центром сельсовета (сельского поселения) впоследствии. К 1930 году в Красноборе располагались участковая больница, школа, изба-читальня, агропункт, ветеринарный пункт, камера нарсуда, пароходная стоянка, милицейский участок, крестьянский комитет.

## Население
| 2010 |
| ---- |
| 625  |

По данным переписи 2010 года, в селе проживало 47 % мужчин и 53 % женщин. В плане этнической принадлежности жители села обозначили себя следующим образом:
- коми — 593 чел.;
- русские — 28 чел.

По данным переписи 2002 года, 71 % населения составляли коми-ижемцы.
Численность населения в XVIII—XXI веках
| Год  | Численность, чел. | Мужчины, чел. | Женщины, чел. | Число дворов (домохозяйств) |
| 1782 | 85                | 42            | 43            | н/д                         |
| 1795 | 121               | 58            | 63            | н/д                         |
| 1816 | 179               | 86            | 93            | н/д                         |
| 1850 | 689               | 334           | 355           | н/д                         |
| 1859 | 881               | 423           | 458           | 101                         |
| 1926 | 896               | 399           | 497           | 182                         |
| 1963 | н/д               | н/д           | н/д           | 155                         |
| 1970 | 774               | н/д           | н/д           | н/д                         |
| 1979 | 815               | н/д           | н/д           | н/д                         |
| 1989 | 857               | 437           | 420           | н/д                         |
| 2002 | 684               | 337           | 347           | н/д                         |

## Внутреннее деление
Улицы
- Братьев Семяшкиных
- Луговая
- Ручейная
- Центральная

Переулки
- Школьный

Проезды
- Радужный

Местечко
- Пошукшор[7]